# Commissione straordinaria per la tutela e la promozione dei diritti umani del Senato
La Commissione straordinaria per la tutela e la promozione dei diritti umani del Senato della Repubblica, attiva dal 2001, viene rinnovata a inizio legislatura dietro presentazione di una mozione approvata dall'Assemblea del Senato. Nel corso della sua attività la Commissione si è occupata di questioni di carattere internazionale, come l'abolizione della pena di morte nel mondo e il divieto mutilazioni genitali femminili, ma anche di livello nazionale, come l'introduzione nell'ordinamento italiano del reato di tortura, le garanzie per chi si trovi privato delle libertà, la promozione e l'attuazione del diritto di asilo, il contrasto alla tratta degli esseri umani, la lotta contro il razzismo, la xenofobia e la discriminazione delle minoranze.

## Composizione e funzione
La Commissione è costituita da 25 componenti in ragione della consistenza dei Gruppi in Senato. Elegge tra i suoi membri l'ufficio di presidenza composto dal presidente, da due vicepresidenti e da due segretari. Ha compiti di studio, osservazione e iniziativa: a tal fine, come previsto dal Regolamento del Senato della Repubblica, la Commissione può svolgere procedure informative, formulare proposte e relazioni all'Assemblea, votare risoluzioni alla conclusione dell'esame di affari a essa assegnati, formulare pareri su disegni di legge e affari deferiti ad altre Commissioni, effettuare sopralluoghi in Italia o all'estero.

## Storia
L'impegno del Senato della Repubblica in favore dei diritti umani prende avvio nella XIII legislatura (1996-2001) per iniziativa della parlamentare Ersilia Salvato, che ricopriva l'incarico di vicepresidente del Senato e che promosse l'istituzione del Comitato contro la pena di morte, grazie alla collaborazione fruttuosa con alcune organizzazioni da anni in prima fila nell'azione di contrasto alla pena di morte, in primo luogo Nessuno tocchi Caino e la Comunità di Sant'Egidio.
Nella XIV legislatura, rispetto all'attività del Comitato contro la pena di morte, i senatori si posero il problema di un salto di qualità, immaginando una Commissione o un Comitato specifici, che si interessassero più in generale ai diritti umani. Fu presentata la mozione n. 1-00020 che, approvata il 2 agosto 2001, proponeva di istituire una «Commissione straordinaria per la tutela e la promozione dei diritti umani, costituita da 25 componenti in ragione della consistenza dei Gruppi stessi». La Commissione avrebbe avuto compiti di osservazione, studio e iniziativa, assolti anche prendendo contatto con le istituzioni di altri Paesi, con gli organismi internazionali e recandosi laddove, in Italia o all'estero, fosse stato necessario stabilire intese per la promozione dei diritti umani.
Nella XV Legislatura fu approvata nel luglio 2006 la mozione istitutiva - primo firmatario Giulio Andreotti - ma la fine anticipata non permise l'istituzione della Commissione. Nella XVI legislatura la mozione per l'istituzione della Commissione straordinaria per la tutela e la promozione dei diritti umani, che ricalcava le precedenti (primo firmatario il senatore Andreotti), fu approvata all'unanimità, così come nella XVII legislatura (primo firmatario il senatore Luigi Zanda).

### Attività nella XIV legislatura (2001-2006)
Alla prima seduta, il 19 settembre 2001, veniva eletto presidente il senatore Enrico Pianetta (Gruppo Forza Italia). La seconda seduta portò all'approvazione di una indagine conoscitiva «sui livelli e i meccanismi di tutela dei diritti umani, vigenti in Italia e nella realtà internazionale».
La Commissione ha innanzi tutto proseguito il lavoro del Comitato contro la pena di morte della precedente legislatura, presenziando, dal 2002 al 2005, ai lavori della Commissione per i diritti umani delle Nazioni Unite allo scopo di favorire, in quella sede, l'approvazione della risoluzione sulla moratoria delle esecuzioni. L'Assemblea del Senato, su iniziativa di alcuni senatori della Commissione, approvò la mozione n. 1-00198 sulla moratoria universale delle esecuzioni.
La Commissione, tra le varie tematiche affrontate, condusse a più livelli un serrato impegno su temi di ambito internazionale, in particolare contro il traffico di esseri umani e l'uso dei bambini nei conflitti armati, mentre in ambito nazionale, la Commissione si impegnò per la ratifica del trattato per l'istituzione della Corte penale internazionale e adeguamento dell'ordinamento italiano alle sue disposizioni e perché fosse riconosciuto il reato specifico di tortura, per dare attuazione alla Convenzione delle Nazioni Unite contro la tortura e altri trattamenti e pene crudeli, inumane e degradanti adottata dall'Assemblea generale il 10 dicembre 1984. Il tema sarà ripreso nelle successive legislature fino all'introduzione del reato di tortura nella XVII legislatura, al termine di un confronto politico molti intenso.
La Commissione ha curato la realizzazione di due pubblicazioni: il 13 maggio 2003 fu presentato il volume Il Senato e la tutela dei diritti umani. Bilancio e prospettive della Commissione per i diritti umani del Senato alla luce dell'indagine conoscitiva sui livelli e sui meccanismi di tutela dei diritti umani vigenti nella realtà internazionale;  il 13 maggio 2005, fu presentato il Manuale dei diritti umani. Trattati, Convenzioni, Dichiarazioni, Statuti, Protocolli tradotti in italiano testo aggiornato al 2004.

### Attività nella XVI legislatura (2008-2013)
La seduta costitutiva della Commissione ebbe luogo il 4 dicembre 2008 e portò all'elezione del presidente, senatore Pietro Marcenaro (Gruppo Partito democratico).
Il lavoro della Commissione in quegli anni si è indirizzato in modo significativo, oltre ai grandi temi internazionali, alle questioni italiane concernenti il rispetto dei diritti fondamentali. La Commissione ha seguito da vicino la verifica periodica del rispetto dei diritti umani condotta sull'Italia dal Consiglio per i diritti umani delle Nazioni Unite di Ginevra (UPR, Universal Periodic Review) nel 2010. La Commissione si è concentrata su alcuni temi d'interesse nazionale, realizzando un Rapporto sulla condizione di rom, sinti e caminanti in Italia, e uno sulla Situazione dei diritti umani negli istituti penitenziari italiani e nei centri di trattenimento per migranti. Il rapporto sulla condizione dei rom in Italia fu il frutto di un lavoro molto lungo e articolato, condotto con audizioni in Commissione, workshop e missioni conoscitive nei campi a Roma, Napoli, Milano e Torino. Tra gli esiti del rapporto, il fatto di aver alimentato il dibattito pubblico su un tema così delicato e l'aver contribuito all'approvazione nel 2012, da parte del Consiglio dei Ministri, della Strategia nazionale di inclusione dei rom, sinti e caminanti, così come da tempo richiesto dalla Commissione europea. Altri meriti da ascrivere anche al lavoro della Commissione, la ratifica del protocollo opzionale alla Convenzione delle Nazioni Unite contro la tortura (OPCAT) il 24 ottobre 2012 (legge n. 195/2012) e l'adeguamento dell'ordinamento italiano alle disposizioni dello statuto della Corte penale internazionale (legge n. 237/2012). È stata inoltre avviata una riflessione, con successiva pubblicazione, sul rapporto tra politiche estere e diritti umani, nel senso del rapporto tra scelte di politica estera guidate dal realismo politico e scelte guidate dal rispetto dei principi.

### Attività nella XVII legislatura (2013-2018)
Sotto la presidenza di Luigi Manconi (Partito democratico) particolare attenzione è stata dedicata al rispetto dei diritti umani e delle convenzioni internazionali in Italia. Grande rilevanza nell'attività della Commissione ha avuto nuovamente nella XVII legislatura la procedura UPR sull'Italia, in ordine al rispetto dei diritti fondamentali, procedura conclusasi nel 2015. Tra gli ambiti affrontati, oggetto dell'attività della Commissione: la creazione di una istituzione nazionale indipendente per i diritti umani; le politiche di accoglienza di migranti e richiedenti asilo; la ratifica di convenzioni e protocolli opzionali, come ad esempio la Convenzione dell'Onu sulla riduzione dell'apolidia del 1961; la condizione delle carceri, i ritardi della giustizia; i diritti dei disabili; il contrasto al cyberbullismo; la tutela dei diritti dei cittadini stranieri presenti in Italia; la mancanza di specifiche norme contro la tortura (reato poi introdotto nell'ordinamento italiano con legge 14 luglio 2017 n. 110).
Grande spazio è stato dedicato alle condizioni di vita delle comunità rom e sinte, oggetto di numerosi richiami internazionali e di alcune raccomandazioni del Consiglio per i diritti umani delle Nazioni Unite, anche attraverso iniziative sul piano culturale e della sensibilizzazione pubblica. La Commissione ha approvato una risoluzione sull'uso dei fondi strutturali europei per l'attuazione della strategia nazionale d'inclusione dei rom e sinti in Italia (Doc. XXIV-ter, n. 5) e una sull'attuazione della Strategia nazionale di inclusione di rom, sinti e caminanti in Italia e il superamento definitivo dei "campi nomadi" (Doc. XXIV-ter, n. 9).
Anche grazie al lavoro svolto dalla Commissione, in collaborazione con i ministeri dell'interno e degli esteri, con il Consiglio Italiano per i Rifugiati e l'Alto commissariato delle Nazioni Unite per i rifugiati, l'Italia ha ratificato e reso esecutiva la Convenzione relativa allo status degli apolidi del 1954 e il 10 settembre 2015 il Parlamento italiano ha finalmente approvato in via definitiva la legge di adesione alla Convenzione sulla riduzione dell'apolidia del 1961.
Sul versante della tutela dei diritti dei cittadini stranieri presenti in Italia, l'attività della Commissione si è concentrata sullo stato dei diritti umani nei centri di accoglienza e trattenimento per migranti in Italia. Il lavoro svolto sul monitoraggio dei centri è stato accompagnato da periodici rapporti. Il primo Rapporto sui centri di identificazione ed espulsione in Italia è stato approvato dalla Commissione il 24 settembre 2014, il secondo rapporto è stato pubblicato nel febbraio del 2016, il terzo nel gennaio del 2017, il quarto nel dicembre 2017.
È stata approvata una risoluzione sull'accesso a quelle strutture (Doc. XXIV-ter, n. 3), volta a includere, oltre a parlamentari e consiglieri regionali, anche Sindaci, Garante nazionale dei diritti delle persone detenute o private della libertà personale e giornalisti, per assicurare il massimo della trasparenza alla gestione di questi luoghi; un'altra risoluzione (Doc. XXIV-ter, n. 4) sulla seconda accoglienza per i richiedenti asilo e rifugiati; una terza che prevedeva misure minime da adottare con riferimento ai centri di identificazione ed espulsione (Doc. XXIV-ter, n. 8).
In materia di diritti delle persone private della libertà, l'attività si è concentrata sul regime speciale del 41 bis e sulla condizione delle detenute con figli piccoli. Riguardo al regime speciale, il lavoro di indagine ha preso avvio da quanto rilevato dalla Corte europea dei diritti dell'uomo di Strasburgo e dai rapporti del Comitato europeo per la prevenzione della tortura, con l'approvazione del rapporto conclusivo dell'indagine conoscitiva sul regime speciale.
La Commissione, tra il 2015 e il 2017, ha approfondito il tema della contenzione meccanica, affrontato sotto molteplici punti di vista. Al termine dell'indagine è stato pubblicato il Rapporto sull'attività della Commissione straordinaria per la tutela e la promozione dei diritti umani in materia di contenzione meccanica.

### Attività nella XVIII legislatura (2018-2022)
Nella XVIII legislatura la mozione n. 1-00003, presentata l'11 aprile, è stata approvata il 10 luglio 2018. Il 14 novembre 2018 è stata eletta presidente la senatrice Stefania Pucciarelli (Lega-Salvini Premier). Vicepresidenti Paola Binetti (UdC) e Alberto Airola (M5S, in seguito Toni Iwobi, Lega). Segretari le senatrici Elena Botto (M5S, in seguito Orietta Vanin, M5S) e Monica Cirinnà (Partito democratico). La senatrice Pucciarelli si è dimessa a seguito della nomina a Sottosegretario di Stato alla Difesa (25 febbraio 2021), ed ha presentato un rapporto di medio termine. Successivamente è stato eletto presidente della Commissione il senatore Giorgio Fede (M5S, 16 giugno 2021). Nel corso della legislatura, oltre a seguire la procedura di verifica sui diritti umani dell'Onu sull'Italia, terzo ciclo (Universal periodic review), la commissione si è occupata dei temi dell'immigrazione, dei diritti delle persone rom e sinte, dei detenuti (in particolare delle detenute madri), ed ha approfondito le questioni dei matrimoni precoci e forzati, approvando una risoluzione in commissione, e della disabilità sotto il profilo della dignità del vivere, anche in questo caso approvando una risoluzione che nel dicembre 2020 è stata illustrata al presidente del Consiglio Giuseppe Conte nel corso di un incontro. Particolare attenzione è stata dedicata alle vicende dei diritti degli italiani detenuti all'estero (tra gli altri in modo particolare quella di Chico Forti), anche attraverso una specifica risoluzione sulla base della quale il ministero degli affari esteri ha elaborato un vademecum per gli italiani detenuti all'estero destinato ai siti internet delle rappresentanze diplomatiche. Il prof. Romano Prodi, il presidente del parlamento europeo, David Sassoli, e la ministra per l'innovazione tecnologica e la digitalizzazione, Paola Pisano, hanno partecipato ad un ciclo di audizioni dedicato a Internet come diritto umano, alla base di una pubblicazione della commissione. Durante la pandemia da Covid-19, i senatori della commissione, con l'unanimità di tutti i gruppi, hanno presentato una mozione parlamentare sul diritto universale alla vaccinazione. Dopo la caduta di Kabul nell'agosto 2021, la commissione ha dato vita ad un osservatorio per i diritti delle donne in Afghanistan che nel 2022 ha dato vita ad una staffetta social tra senatrici e deputate per tenere alta l'attenzione sull'argomento. Tra le violazioni dei diritti di singole persone che la commissione ha seguito, la detenzione di Patrick Zaki, rispetto alla quale la commissione ha istituito un apposito Osservatorio. Dopo lo scoppio della guerra in Ucraina (24 febbraio 2021), la commissione ha approfondito il tema del ruolo della Corte penale internazionale.

### Attività nella XIX legislatura (2022-)
La mozione istitutiva n. 1-00005 è stata pubblicata il 16 novembre 2022. Il 12 ottobre 2023 è stata eletta presidente la senatrice Stefania Pucciarelli (LSP), vice presidenti Antonio Guidi (Cd'I-NM MAIE) e Filippo Sensi (PD-IDP), segretari Luigi Spagnolli (Aut) e Michele Barcaiuolo (FdI). La commissione si è occupata di intelligenza artificiale, del contrasto all’antisemitismo, dei diritti dei detenuti, in particolare dei detenuti italiani all'estero, seguendo il caso di Chico Forti, come nella XVIII Legislatura, così come quello di Ilaria Salis. Il primo marzo 2024 il Presidente del Consiglio, Giorgia Meloni, ha annunciato il ritorno di Chico Forti con la possibilità scontare la pena in Italia.

## Presidenti
- XIII legislatura (1996-2001), con la denominazione Comitato contro la pena di morte del Senato della Repubblica: Ersilia Salvato (Rifondazione Comunista-Progressisti, poi Democratici di Sinistra-L'Ulivo)
- XIV Legislatura (2001-2006): Enrico Pianetta (Forza Italia)
- XVI legislatura (2008-2013): Pietro Marcenaro (Partito Democratico-L'Ulivo)
- XVII Legislatura (2013-2018): Luigi Manconi (Partito Democratico)
- XVIII Legislatura (2018-2021): Stefania Pucciarelli (Lega per Salvini Premier)
- XVIII Legislatura (2021-2022): Giorgio Fede (Movimento 5 Stelle)
- XIX Legislatura (2022-): Stefania Pucciarelli (Lega per Salvini Premier)